# Estadio Tlahuicole
El Estadio de fútbol Tlahuicole es el escenario que utiliza el equipo Coyotes de Tlaxcala de la Liga de Expansión de México.

## Historia
El Estadio Tlahuicole, fue construido durante la administración  del entonces Gobernador de Tlaxcala, Joaquín Cisneros Molina (1957-1963). Su construcción inicio el 2 de diciembre de 1958 y se término el 8 de mayo de 1960, (originalmente como un polideportivo multiusos, más tarde se convertiría en estadio), pero fue oficialmente inaugurado el 18 de abril de 1961, por el entonces Presidente de México, Adolfo López Mateos, quien vino a Tlaxcala a inaugurar algunas obras. Aquí entrenó la selección francesa durante el mundial de México 1986.
Fue casa de los extintos equipos: Lobos de Tlaxcala (1973-2011), Guerreros de Tlaxcala (2003-2004), Linces de Tlaxcala (2013-2014) y Coyotes B (2016-2018). 
Actualmente aquí juega el equipo de Coyotes de Tlaxcala (2014-presente), en Liga de Expansión, Coyotas de Tlaxcala y categorías inferiores. En 2014, el Gobierno del Estado de Tlaxcala invirtio 15 millones de pesos para la remodelación del estadio, y así cumplir la reglamentación de la liga.
Inicios
Cuando se inauguró, en 1961, fue un polideportivo multiusos para varios deportes.
En 1973 se crea los Lobos de Tlaxcala, el cual jugaría en la tercera división de México, y estos usan el recinto, convirtiéndolo en estadio para disputar sus partidos. En la temporada 1978-1979, el equipo consigue el ascenso a la segunda división de México.Tras ascender, jugó un par de años en dicha división, para posteriormente descender y regresar a tercera división hasta su desaparición en 2011.
En el año 2003 se funda el equipo de Guerreros de Tlaxcala, jugando únicamente el torneo Apertura 2003 y el Clausura 2004 de la primera división A (1 A), y tras no obtener resultados e identidad está franquicia se muda a otro estado. 
Tras varios años sin albergar futbol profesional, el año 2013 la UMT, funda a Linces de Tlaxcala, usando el estadio para sus juegos de segunda división de México iniciando el Apertura 2013 (que a la postre fue campeón) y Clausura 2014.Disputaron la final por el Ascenso 2013-14 el cual caerían ante el Atlético Veracruz, y tras no obtener el apoyo del gobierno para seguir jugando en el estadio, la franquicia se muda a Acapulco.
Tras esto, Grupo Pachuca, Grupo Providencia, y el Gobierno del Estado fundan al equipo de Coyotes de Tlaxcala FC, mudando la franquicia de tuzos Pachuca recién ascendida de tercera división, para disputar el Apertura 2014 de la segunda división liga premier, y así remodelar el recinto para albergar dichos juegos.
En la temporada 2016-2017, el conjunto de Coyotes de Tlaxcala logró el ascenso deportivo (por su bicampeonato) a la Liga de Ascenso, sin embargo, el cuadro tlaxcalteca no pudo ascender debido a que el estadio no contaba con los requerimientos necesarios para la competición. La plaza del equipo tlaxcalteca fue conservada durante un año en espera de la realización de los trabajos de adecuación del Tlahuicole, nuestras jugaría en liga de nuevos talentos de la segunda división como Coyotes B durante un año, logrando un subcampeonato, pero debido al retraso de las obras, la FMF no quiso darle más prórroga al equipo y se le decidió quitar su lugar en el Ascenso MX.
En noviembre de 2017, se anunció la reconstrucción del inmueble con una inversión de 180 millones de pesos sufragada entre la directiva del conjunto local y el gobierno estatal, el objetivo del proyecto es la modernización del estadio y su ampliación a una capacidad de 15 mil 600 espectadores, para cumplir con los requisitos de la división de Ascenso.
En diciembre del mismo año iniciaron los trabajos de demolición del inmueble, los cuales fueron concluidos en enero de 2018.
El 6 de diciembre de 2019 se efectuó la inauguración de la primera fase de la nueva construcción del estadio, con un concierto del cantante local Carlos Rivera. En su primera etapa, el inmueble tiene una capacidad para albergar entre 10,000 y 12,000 espectadores. Tras esto, se mantiene pendiente la segunda etapa, que constará en la construcción de las dos tribunas de cabecera.
En 2020 se le invito al equipo Coyotes a formar parte de naciente Liga de Expansión, por lo cual se hizo una revisión y por fin el estadio fue aprobado para la celebración de los partidos del Tlaxcala Fútbol Club, para que pudiera debutar en la Liga de Expansión MX. Además, el estadio fue renombrado como Tlahuicole 500, esto en conmemoración al quinto centenario del encuentro entre las culturas tlaxcalteca y española. En el mes de octubre de 2020 se continuó con los trabajos de construcción en el estadio con la edificación de las dos tribunas de cabecera, con las cuales se ampliará la capacidad del estadio hasta alcanzar un aproximado de 15,600 espectadores, se estima finalizar estas obras en abril de 2021.